# Carlotta dubia
Carlotta dubia is een hooiwagen uit de familie Gonyleptidae.